# 西谷袈音
西谷 袈音（にしたに かのん、2001年8月27日 - ）は、日本の起業家。大分県大分市出身。
MediaBrain株式会社（MediaBrain, Inc.）創業者兼代表取締役CEO。米・ハーバード大学（学部）に在学。
1991年に世界中の著名大学から集結した学生と政治、ビジネス、文化、学術といった幅広い分野の卓越した専門家を結ぶ橋渡しの機会として設立され、ハーバード大学主催のアジア・太平洋における政治・経済・社会問題について議論するハーバード・アジア国際関係プロジェクトにて2021年アジア代表として選出。
ほかに、Harvard blockchain club、Harvard Alumni Entrepreneurs、Global Peter Drucker Forum、脳科学若手の会メンバーを務める。

## 人物・経歴
2001年生まれ、大分県出身。大分大学教育学部附属中学校卒業後、ニュージーランド・ロトルアにあるカトリック系の中等教育機関John Paul Collegeへ入学。帰国後、芸能活動などと並行し、東京都渋谷区にある東京インターハイスクールへ編入・卒業。テンプル大学にて生涯教育プログラム受講、修了。2020年、ハーバード大学進学。
2021年、20歳でMediaBrain株式会社を創業・設立、代表取締役CEO就任。
2021年のハーバード・アジア国際関係プロジェクトでは、マッキンゼー・アンド・カンパニーCEO、WHO事務局長、タイ元首相、Siriの発明者、世界銀行元CTOなど、世界のトップが参加する国際学生会議にて、9,100通以上の応募の中から奨学生として推薦を受け、アジア代表に選出された。